# Station Rouen-Rive-Droite
Station Rouen-Rive-Droite is een spoorwegstation in de Franse stad Rouen. Het gebouw is sinds 1975 erkend als Monument historique. Het station wordt aangedaan door de Train à Grande Vitesse, naast bediening door Intercités. Het station is ook een lokaal knooppunt van het Transport express régional.

## Treindienst
| Serie | Treinsoort | Route                                                                           | Bijzonderheden |
| ----- | ---------- | ------------------------------------------------------------------------------- | -------------- |
| K 1+  | TER (SNCF) | Paris Saint-Lazare – Rouen-Rive-Droite – Yvetot – Bréauté-Beuzeville – Le Havre |                |
| C 1   | TER (SNCF) | Paris-Saint-Lazare – Vernon - Giverny – Rouen-Rive-Droite                       |                |